# Đỗ Xuân Tuyên
Đỗ Xuân Tuyên (sinh năm 1966) là chính trị gia người Việt Nam. Ông hiện là Phó Bí thư Ban Cán sự Đảng Bộ Y tế, Bí thư Đảng ủy Bộ Y tế, Thứ trưởng Thường trực Bộ Y tế.

## Tiểu sử
Đỗ Xuân Tuyên sinh năm 1966.
Ông từng tốt nghiệp Học viện Quân y Việt Nam.
Đỗ Xuân Tuyên từng là Phó Giám đốc Trung tâm y tế Thành phố Hưng Yên, Giám đốc Trung tâm y tế Thành phố Hưng Yên; Phó Chủ tịch Ủy ban nhân dân thành phố Hưng Yên; Trưởng Ban Tuyên giáo Tỉnh ủy, Trưởng Ban Tổ chức Tỉnh ủy Hưng Yên.
Ngày 29 tháng 6 năm 2016, tại kỳ họp thứ nhất Hội đồng nhân dân tỉnh Hưng Yên khóa 16, ông Đỗ Xuân Tuyên, Phó Bí thư Thường trực Tỉnh ủy Hưng Yên đã được bầu làm Chủ tịch Hội đồng nhân dân tỉnh Hưng Yên nhiệm kỳ 2016-2021.
Ngày 09 tháng 12 năm 2019, tại Quyết định 1771/QĐ-TTg, Thủ tướng Chính phủ Nguyễn Xuân Phúc vừa điều động, bổ nhiệm ông Đỗ Xuân Tuyên, Phó Bí thư Thường trực Tỉnh ủy, Chủ tịch HĐND tỉnh Hưng Yên, giữ chức vụ Thứ trưởng Bộ Y tế nhiệm kỳ 2016 - 2021.
Ngày 14/4/2020, tại Bộ Y tế, Đảng ủy Bộ đã tổ chức Lễ Công bố Quyết định chuẩn y Bí thư Đảng ủy Bộ Y tế nhiệm kỳ 2015 - 2020 đối với ông Đỗ Xuân Tuyên, Thứ trưởng Bộ Y tế.
Ngày 07 tháng 6 năm 2022, tại Quyết định 686/QĐ-TTg, Phó Thủ tướng Thường trự Chính phủ Phạm Bình Minh  quyết định giao ông Đỗ Xuân Tuyên, Phó Bí thư Ban cán sự Đảng, Bí thư Đảng ủy, Thứ trưởng Bộ Y tế phụ trách điều hành hoạt động của Bộ Y tế cho đến khi có quyết định nhân sự Bộ trưởng Bộ Y tế.

## Vụ án "Chuyến bay giải cứu"
Ngày 11.7.2023, Tòa án nhân dân TP. Hà Nội mở phiên toà xét xử vụ án “Chuyến bay giải cứu”.  Người bị cáo buộc nhận hối lộ nhiều nhất là ông Phạm Trung Kiên, cựu thư ký của Thứ trưởng Bộ y tế Đỗ Xuân Tuyên. Cáo trạng cho thấy ông Kiên đã có 253 lần nhận hối lộ với số tiền lên tới 42,6 tỷ đồng trong vòng 11 tháng. Thứ trưởng Đỗ Xuân Tuyên là người được Bộ Y tế phân công xem xét, "phê duyệt hoặc không phê duyệt các chuyến bay giải cứu theo đề xuất của Bộ Ngoại giao". Nhà báo Trương Huy San đặt câu hỏi: “Bạn nghĩ, 253 lần đưa hối lộ ấy là cho thư ký hay cho thứ trưởng?” 
Ngày 17-7, viện kiểm sát đề nghị tử hình đối với bị cáo Phạm Trung Kiên và cho rằng cần kiến nghị, điều tra làm rõ hành vi của Thứ trưởng Bộ Y tế Đỗ Xuân Tuyên để xử lý trong giai đoạn hai của vụ án. 